# Hole in My Soul
«Hole in My Soul» (en español: «Hueco en mi alma») es una power ballad interpretada por la banda de hard rock estadounidense Aerosmith, escrita por el vocalista y líder de la banda Steven Tyler, coescrita por el guitarrista Joe Perry, el compositor profesional Desmond Child y producida por Kevin Shirley. Fue lanzada como el segundo sencillo del 12.º álbum de estudio Nine Lives (1997).

## Posición en las listas
La canción alcanzó el puesto #51 en la lista de éxitos Billboard Hot 100, el #4 en la lista Mainstream Rock Tracks, el #29 en el Reino Unido y el #4 en Letonia.

## Vídeo
El vídeoclip fue dirigido por Andy Morahan y presenta a un joven que es permanentemente acosado por sus compañeros de clase. Sin embargo, su gran inteligencia le permite diseñar una máquina para crear a la mujer de sus sueños. Crea dos mujeres hermosas y empieza a salir con ellas, pero rápidamente lo engañan con sus mismos compañeros de clase. Pero una chica del instituto que siempre ha estado interesada en él se entera de su máquina para crear mujeres y logra evitar que ponga en marcha su experimento de nuevo.